# Сазерленд, Джеймс Томас
Джеймс Томас Сазерленд (англ. James Thomas Sutherland; 10 октября 1870, Кингстон, Онтарио, Канада — 30 сентября 1955, Кингстон) — активный сторонник хоккея, игрок, тренер, судья, основатель зала хоккейной славы и международного зала хоккейной славы. В Онтарио его называют «отцом хоккея».

## Биография
До 17 лет Сазерленд играл в амплуа защитника за регулярную хоккейную команду Кингстона в первой официальной хоккейной лиге в Канаде. По завершении спортивной карьеры Джеймс Сазерленд сменил свои интересы на улучшение хоккея в целом за счёт повсеместного применения и развития существующих стандартов и правил. В первую очередь под его руководством был создан хоккейный клуб Кингстона «Фронтенак», ставший чемпионом Онтарио среди юниоров
Именно Сазерленд ввёл межсезонные тренировки и институт тренерства в хоккее. Под влиянием Сазерленда правила хоккея претерпели изменения: старые позиции point and cover point были заменены на правый и левый defence. Кроме того, Сазерленд основал приз в память о молодых канадцах,погибших в Первой мировой войне, Мемориальный кубок. Первым обладателем трофея в 1919 году стала команда Торонтского университета.
С 1910 по 1915 годы Сазерленд руководил Ассоциацией любительского хоккея Онтарио (ОХА), после чего два года был президентом ассоциации. На своём посту он занимался продвижением хоккея в Онтарио. Также с 1915 по 1918 годы Сазерленд был президентом ассоциации любительского хоккея Канады (КАХА). Под его руководством в 1923 году были основаны ежегодные показательные игры между командами королевского военного колледжа Канады и Вест-Пойнт.
В знак признательности перед его заслугами на постах капитан Сазерленд был назначен пожизненным членом КАХА и ОХА.

## Залы славы
Именно благодаря Сазерленду НХЛ и КАХА выбрали Кингстон в качестве дома будущего зала хоккейной славы. На протяжении всей своей жизни Сазерленд считал родиной хоккея родной Кингстон, где в 1888 году на катке напротив здания администрации Кингстона прошёл матч между командами университета Куинс и Королевского Военного колледжа. По его предложению 17 апреля 1941 года ассоциация канадского хоккея создала комиссию из трёх человек, которая была призвана выяснить истоки хоккея.
Идея строительства зала славы хоккея, аналогичного залам славы бейсбола и гольфа, привлекла внимание Лео Дандуранда (англ. Leo Dandurand), владельца Montreal Canadiens с 1921 по 1935 годы, и других ключевых фигур в мире спорта в Монреале. Однако, домом зала славы было решено сделать Кингстон — родину хоккея. Хотя строительство было отложено из-за высоких затрат и зал хоккейной славы НХЛ был открыт в 1961 году в Торонто, в Кингстоне в 1965 году открылся международный зал хоккейной славы.
Сазерленд был одним из первых людей, включённых в зал хоккейной славы в 1947 году. Международный зал хоккейной славы пошёл ещё дальше: его именем назван один из выставочных залов.

## Кубок Сазерленда
С 1934 года кубок Сазерленда является основным трофеем юниорской лиги в ассоциации хоккея Онтарио. В настоящее время 26 команд юниорской лиги являются обладателями трофея.